# 葡俄关系
葡萄牙－俄罗斯关系是葡萄牙和俄罗斯之间的外交关系。葡萄牙在莫斯科设有大使馆，俄罗斯在里斯本也设有大使馆。
这两个国家是欧洲最东端和最西端的国家，彼此之间的关系都很好。两国都是欧洲理事会和欧洲安全与合作组织的正式成员。

## 历史
葡萄牙和俄罗斯帝国之间完整的大使级外交关系可以追溯到1779年。1724年，葡萄牙商人请求彼得一世建立贸易使团。彼得作出了回应，任命他为驻里斯本的领事。然而，没有证据表明里斯本领事馆实际上是在那个时候建立的。两国之间的贸易发展缓慢，最终于1769年在里斯本开设了俄罗斯领事馆，由来自汉堡的葡萄牙裔德国银行家若昂•安东尼奥•博尔舍领导。博尔舍对促进葡萄牙的商业利益不感兴趣，两国之间的贸易仍然无足轻重。
1779年9月，玛丽亚一世任命前驻荷兰大使弗朗西斯科·霍塔·马塞多为驻圣彼得堡的葡萄牙驻俄罗斯大使。叶卡捷琳娜二世任命威廉·内塞洛德伯爵为驻葡萄牙大使。这些接触导致了1782年的《武装中立条约》和1787年的《商业条约》。1799年，两国签订了防御同盟，但没有立即采取直接的军事行动。
在19世纪的大部分时间里，两国关系一直平淡无奇，在20世纪的最后10年里，俄罗斯帝国海军定期利用葡萄牙港口进行补给，两国关系得到了发展。1895年，俄罗斯皇家游艇“Tsesarevna”号上的船员在葡萄牙议会的救火行动中受到表彰。然而，在1904年日俄战争期间，葡萄牙站在英国一边，拒绝让俄罗斯海军进入其港口。
1917年2月俄国革命后，两国关系于1918年中断。直到1974年，葡萄牙发生了康乃馨革命以及新国家政体被推翻，两国关系才得以重建。
2022年俄罗斯入侵乌克兰期间，葡萄牙總理安東尼奧·科斯塔在與國務和外交部長，國防部長和總參謀長會晤后發表的新聞聲明中強烈譴責了俄羅斯在烏克蘭領土上引發的軍事行動。